# Friedrich Boor
Friedrich Boor (* 30. Juli 1844 in Hellertshausen; † 19. Dezember 1919 in Fischbach an der Nahe) war ein Hunsrücker Mundartdichter.

## Leben und Schaffen
Als Sohn eines Nagelschmieds besuchte Friedrich Boor die Volksschule im nahegelegenen Hottenbach und ging anschließend bei seinem Vater in die Lehre. Nachdem seine erste Veröffentlichung Lyrische und dramatische Gedichte, die er bereits 1865 als 21-Jähriger herausgebracht hatte, ohne den gewünschten Erfolg geblieben war, zog er nach Burbach an der Saar, um in der dortigen Eisenhütte zu arbeiten. In Burbach lebte er noch im Oktober 1877, wie aus dem Datum des Vorworts zu seinen Humoristischen Gedichten in Hunsrücker Mundart von 1877 hervorgeht. Zwischenzeitlich nach Hellertshausen zurückgekehrt, zog Boor dann 1882 nach Fischbach an der Nahe. Dort wurde er Inhaber einer kleinen, aber gutgehenden Kaffeerösterei und veröffentlichte in der Folge weitere Bände mit seinen „humorvollen, sprachlich-handwerklich gut gestalteten Gedichte(n)“ in Mundart.

## Familie
Friedrich Boor heiratete 1867 und wurde Vater von zwei Söhnen, darunter der Maler Carl Boor (1869–1951).

## Rezeption
Im Hinblick auf Boors großes Vorbild, den aus Simmern/Hunsrück stammenden Rechtskonsulenten Peter Joseph Rottmann, heißt es in einer neueren Literaturgeschichte, als Heimatdichter „trat (Boor) in seine Fußstapfen, erreichte ihn aber nicht.“ Gleichwohl ist Boor im Bereich seiner Dialektlandschaft noch immer bekannt. 

## Werke
- Lyrische und dramatische Gedichte. Oberstein 1865.
- Humoristische Gedichte in Hunsrücker Mundart. Bock & Seip, St. Johann an der Saar 1877 (online bei Google Books).
- Gedichte in Hunsrücker Mundart. Reinhard, Kreuznach 1887.
- Gedichte in Hunsrücker Mundart. Eigenverlag, Fischbach an der Nahe 1894.
- Dialektgediegde. Allerhand Geschiegde. Hunsrücker Humor. Bock & Seip, St. Johann an der Saar 1905.
- Mundartgedichte (= Sonderband  zu den Mitteilungen des Vereins für Heimatkunde im Landkreis Birkenfeld. Bd. 20). Fischbach an der Nahe, 1972.
- Allerhand Geschiechde. Mundartgedichte (= Schriftenreihe der Volkshochschule im Kreis Birkenfeld. Bd. 32). Birkenfeld 1997.